# Палеоиспанское письмо
Палеоиспанское письмо (устаревшие названия: иберское, иберийское письмо) — письменность, существовавшая на территории древней Испании (Иберии) до прихода римлян, для записи текстов на палеоиспанских языках: местном иберском и тартессийском, генетические связи которых не установлены, а также кельтиберском. 
Происходит от финикийского алфавита.

## Варианты письменности
С палеоиспанским письмом не следует путать греко-иберское письмо на основе ионийского варианта греческого алфавита, а также турдетанское письмо (вариант древнеливийского). Обе этих письменности краткое время сосуществовали с палеоиспанским, однако не получили столь широкого распространения.
Письменность делилась на две крупных ветви:
- южная (надписи в основном справа налево на тартессийском и иберском языках); устаревшие названия — турдетанское, бастуло-турдетанское письмо (не следует путать с «турдетанским письмом» — тартессийской разновидностью ливийского письма, известной по надписям на монетах)
- северная (надписи слева направо на иберском языке)

## Дешифровка
Мнимое сходство знаков письма с греческим алфавитом долгое время вело исследователей в ложном направлении. В частности, подобным образом пытался прочесть палеоиспанские надписи известный археолог Адольф Шультен.
Северо-западную письменность дешифровал М. Гомес-Морено в 1930-х гг., используя комбинаторный метод. Кельтиберские надписи на монетах с хорошо известным контекстом подтвердили правильность его выводов. Из-за политической изоляции Испании выводы Гомеса-Морено не сразу получили известность среди исследователей, и окончательно были приняты научным сообществом в 1960-е гг.
В то же время Гомес-Морено предложил ошибочную дешифровку юго-западного письма, не поняв ряд его ключевых отличий. Это письмо частично дешифровал У. Шмоль, чья точка зрения была принята в Испании только после падения франкизма.

## Характеристика
По своему составу палеоиспанское письмо является смешанным: часть знаков представляла собой открытые слоги (взрывные согласные P/B, K/G, T/D + гласная), прочие знаки были алфавитными. Наряду со знаками, обозначающими слоги, появились знаки, обозначающие согласные и гласные звуки.
В юго-западном письме гласные в слоговых знаках были избыточными, то есть за слоговым знаком следовал соответствующий гласный.
Несмотря на внешнее сходство с греческим алфавитом, палеоиспанские знаки в большинстве имеют совершенно иное чтение.

## Галерея

Иберское письмо
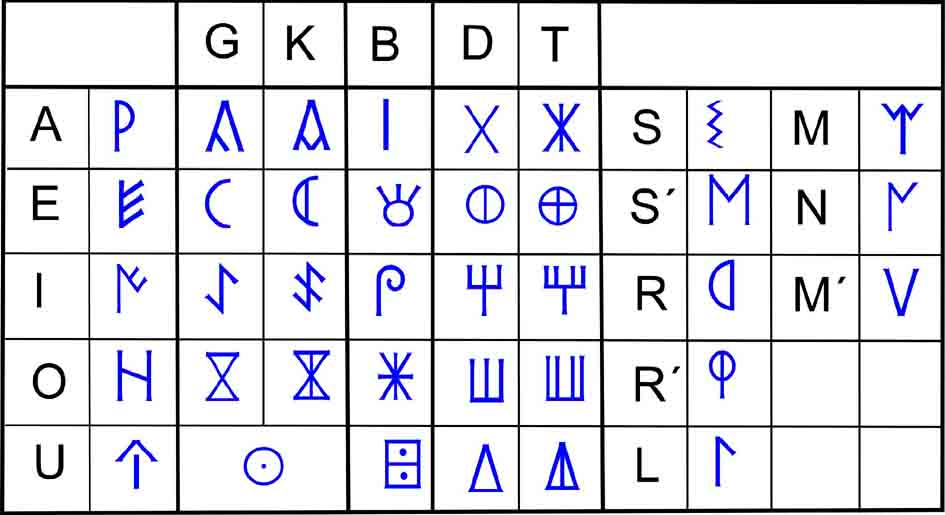
Предлагаемый "двойной" (для некоторых согласных) вариант северо-восточного иберского письма (по материалам работы: Ferrer i Jané 2005)
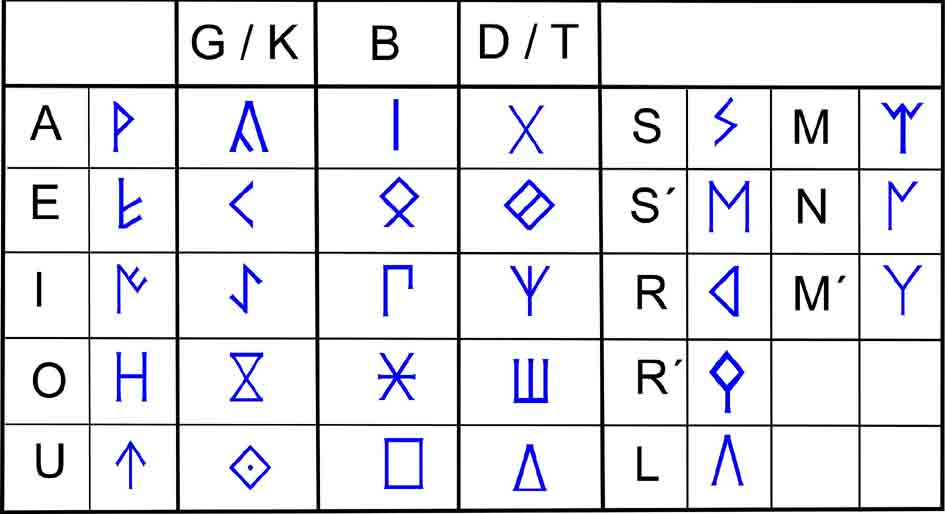
Северо-восточное иберское письмо.
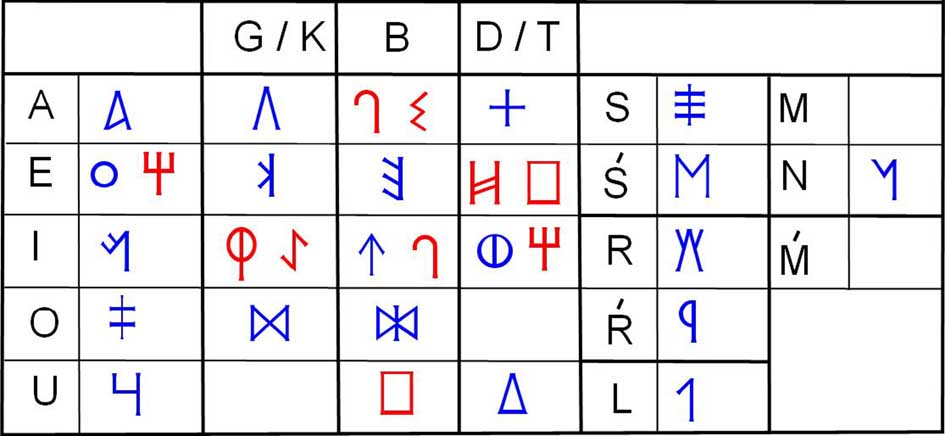
Предполагаемые значения знаков юго-восточного письма (Correa 2004). Красным цветом обозначены знаки со спорным чтением.
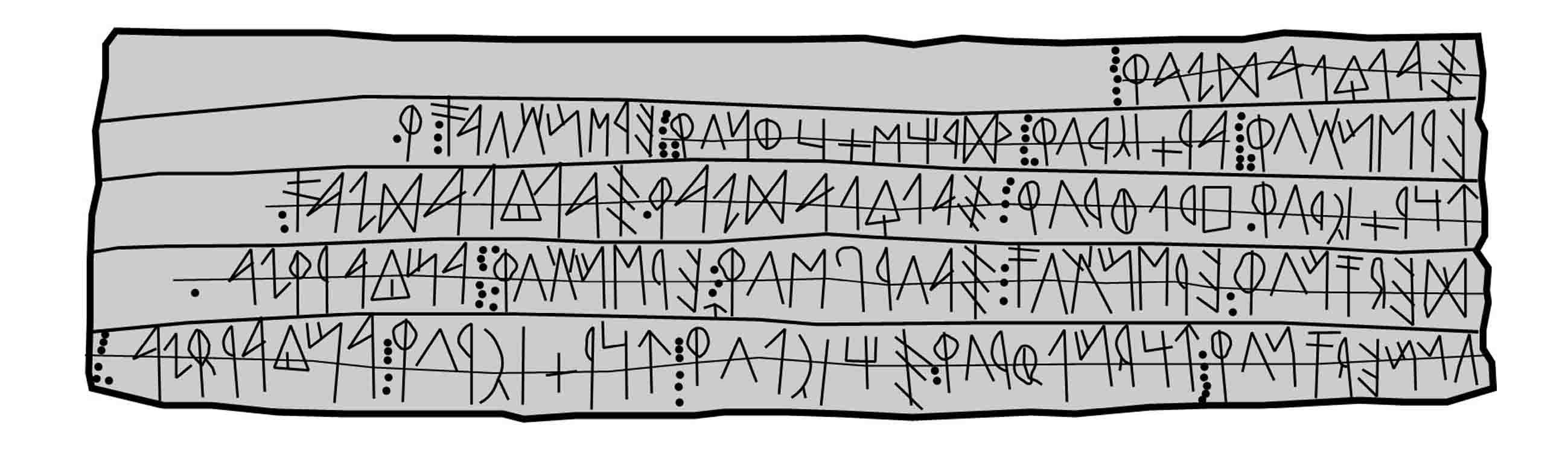
Свинцовая пластина из Ла-Бастиды (Мойшент). Юго-восточное письмо.